# Olof Ås
Olof Ås est un acteur suédois, né le 21 septembre 1892 à Stockholm et mort le 4 septembre 1949  à Tureberg.

## Filmographie partielle
- 1917 : Terje Vigen de Victor Sjöström
- 1918 : Les Proscrits de Victor Sjöström
- 1918 : Leur premier né (Thomas Graals bästa barn) de Mauritz Stiller
- 1919 : La Voix des ancêtres de Victor Sjöström
- 1919 : Le Chant de la fleur écarlate (Sången om den eldröda blomman) de Mauritz Stiller
- 1919 : Le Testament de sa Grâce de Victor Sjöström
- 1920 : La Montre brisée de Victor Sjöström
- 1920 : Maître Samuel de Victor Sjöström]
- 1921 : La Charrette fantôme de Victor Sjöström
- 1927 : Hin och smålänningen (en) d'Erik A. Petschler
- 1929 : Konstgjorda Svensson (en) de Gustaf Edgren